# Un colpo di fortuna (film 1940)
Un colpo di fortuna (Christmas in July) è un film statunitense del 1940 scritto e diretto da Preston Sturges. Si tratta della trasposizione cinematografica della sua commedia teatrale intitolata A Cup of Coffee del 1931.

## Trama
Il giovane impiegato Jimmy MacDonald partecipa ad un concorso pubblicitario promosso dalla Maxford House Coffee Slogan, una industria di caffè che darà un premio di 25.000 dollari all'inventore dello slogan pubblicitario più brillante. Jimmy spera così di guadagnare abbastanza denaro per dare sicurezza economica a sua madre e per poter finalmente sposare la sua fidanzata Betty Casey, una ragazza meno sognatrice e molto più pragmatica di lui.
Tutto si complica quando tre suoi amici e colleghi di lavoro decidono di tirare un brutto scherzo allo speranzoso Jimmy e gli inviano un falso telegramma dove si comunica al loro malcapitato amico di essere il vincitore del premio. Ovviamente Jimmy, preso dall'entusiasmo, inizia a comprare regali per tutte le persone care e a mettere in atto il suo programma di matrimonio con la sua Betty, ed il suo capo, il Dottor Maxford lo promuove come premio per la sua intraprendenza.
Quando emergerà la verità il povero malcapitato si troverà pieno di debiti e con il lavoro a rischio. Sarà grazie alle capacità della sua fidanzata e ad un vero e autentico colpo di fortuna che tutto si aggiusterà per il lieto fine.